# 2013年世界田径锦标赛瑞典代表团
参加在 俄羅斯莫斯科举行的2013年世界田径锦标赛的瑞典代表团取得了一枚金牌，在奖牌榜上和哥伦比亚、克罗地亚、特立尼达和多巴哥、爱尔兰共和国、新西兰一起并列第11名。

## 获得的奖牌
| 奖牌 | 运动员        | 项目         |
| ---- | ------------- | ------------ |
| 金牌 | Abeba AREGAWI | 女子1500米跑 |

## 引用
1. ↑  . 国际田联.   [2013-08-16]. （原始内容存档于2018-01-08）.（英文）